# Alberto Toril (ur. 1997)
L
Alberto Toril Domingo (ur. 1 czerwca 1997 w Palmie) – hiszpański piłkarz, występujący na pozycji napastnika w kostarykańskim LD Alajuelense.